# Naranjito de Matalache
Naranjito de Matalache, también denominado Naranjito de Matalacas, es una localidad peruana ubicada en el distrito de Pacaipampa, perteneciente a la provincia de Ayabaca del departamento de Piura, al norte del Perú. 

## Ubicación
Naranjito de Matalache se ubica al centro de la provincia de Ayabaca, en el distrito de Pacaipampa, en el departamento de Piura.

## Demografía
En 2017 Naranjito de Matalache tenía una población de 28 habitantes.